# Brian Littrell

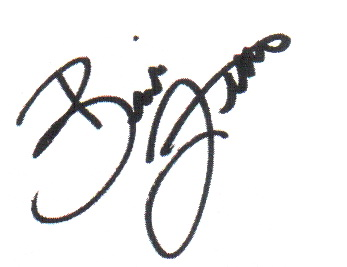
Firma di Brian Littrell

Brian Thomas Littrell (Lexington, 20 febbraio 1975) è un cantautore e musicista statunitense, membro dei Backstreet Boys.

## Biografia

### Primi passi
Brian Littrell è nato a Lexington, Kentucky, da Jackie e Harold Littrell e ha un fratello più grande di nome Harold.
Iniziò a cantare da bambino nella Porter Memorial Baptist Church e frequentò la Tates Creek High School a Lexington. Oltre che a scuola, si esibiva presso il Long John Silver's in occasione di matrimoni e successivamente pensò di frequentare il  Bible College di Cincinnati per diventare un cantore.
Il cugino di Littrell, Kevin Richardson si era trasferito ad Orlando per lavorare nel parco divertimenti Disney World e dopo essere entrato a far parte dei Backstreet Boys, il 19 aprile 1993 convinse telefonicamente il cugino a unirsi al gruppo, dopo averlo suggerito ai membri della band e ai manager. Il 20 aprile 1993, Brian si recò quindi ad Orlando dove fece la sua audizione e venne scelto come quinto e ultimo membro della nuova boyband.

### Carriera con i Backstreet Boys
Divenne cantante principale insieme a Nick Carter e AJ McLean con assoli nella maggior parte dei loro brani. Anche se il suo ruolo è quello di cantante, Brian è anche un discreto suonatore di chitarra e anche autore dei testi di molti successi della band (come Larger Than Life, The One e The Perfect Fan).
I Backstreet Boys iniziarono la loro ascesa nel mondo musicale dapprima solo in Europa e poi in tutto il mondo, con fan di tutte le età.
Nel maggio 1998 Littrell dovette subire un'operazione a cuore aperto, a causa di una malformazione congenita che già all'età di 5 anni lo aveva messo in pericolo di vita. La band dovette cancellare tutte le date estive del tour,  poiché l'intervento doveva essere eseguito al più presto possibile, altrimenti la situazione cardiaca di Brian si sarebbe complicata notevolmente. Ristabilitosi, con i suoi compagni ottenne la fama mondiale con gli album Backstreet's Back, Millennium e Black & Blue.
Dopo il loro successo, i Backstreet Boys fecero una lunga pausa e quindi decisero di non sciogliersi. Così Littrell diventò protagonista di molte attività nello show business, spesso rivolte 
alla beneficenza. A seguito dell'operazione subita al cuore nel 1998, creò la fondazione no-profit chiamata "Healthy Heart Club" per dare assistenza anche economica ai bambini affetti da malattie cardiache.
I Backstreet Boys tornarono sulle scene nel 2004 per iniziare a registrare l'atteso album di ritorno Never Gone, pubblicato nel 2005, con il primo singolo "Incomplete". Seguiranno gli album Unbreakable (2007), This Is Us (2009), In a World like This (2013) e DNA (2019). Il 10 aprile 2015 Brian e il cugino Kevin entrarono a far parte della Music Hall of Fame del Kentucky.

### Carriera da solista
Brian incise un album solista di genere pop-christian, dal titolo Welcome Home, che fu pubblicato il 2 maggio 2006 e, come quasi tutti i progetti dei Backstreet Boys, pubblicato sotto etichetta Sony BMG. L'album si piazzò alla posizione numero 74 nella Billboard 200 e alla numero 3 nella Christian Charts, e ha venduto più di 100 000 copie. Dall'album sono stati estratti tre singoli. Il primo "Welcome Home (You)" raggiunse la seconda posizione nella US Christian Charts, la prima posizione nella Reach FM's Top 40 Chart e nella R&R Christian Inspirational Chart, dove rimase per 3 settimane consecutive. Il secondo ("Wish") e il terzo singolo ("Over My Head") non furono pubblicati.

### Vita privata
Nel 1997 Littrell incontrò la modella e attrice statunitense Leighanne Wallace durante le riprese del video di As Long as You Love Me. Brian chiese la mano di Leighanne nella notte di Natale del 1999 e si sposarono il 2 settembre del 2000. I due hanno un figlio.
Nel film-documentario "Backstreet Boys: Show'em What You're Made Of" uscito nel 2015, Brian mostra i luoghi dove era solito cantare prima di unirsi ai Backstreet Boys e rivela la sua recente battaglia contro la distonia e la disfonia delle corde vocali, che sta curando con l'aiuto di medici e fisioterapisti.
Fervente cristiano sin da piccolo, ha dichiarato che il suo successo nella vita è da attribuire a Dio e che la fede è da sempre stata la cosa più importante nella sua vita.

## Discografia
Album
- 2006 - Welcome Home

Singoli
- 2005 - In Christ Alone
- 2006 - Welcome Home (You)
- 2006 - Wish
- 2007 - Over My Head

## Curiosità
Brian Littrell e Kevin Scott Richardson sono cugini (il padre di Brian e la madre di Kevin sono fratello e sorella) ed entrambi membri della band Backstreet Boys.